# Maculinea animula
Maculinea animula är en fjärilsart som beskrevs av Szabó 1956. Maculinea animula ingår i släktet Maculinea och familjen juvelvingar. Inga underarter finns listade i Catalogue of Life.